# Quinzano d'Oglio
Quinzano d'Oglio là một đô thị thuộc tỉnh Brescia trong vùng Lombardia của Ý. Đô thị này có diện tích 21 km2, dân số 5926 người (2002).
Các đô thị giáp ranh: Bordolano, Borgo San Giacomo, Castelvisconti, Corte de' Cortesi con Cignone, Verolavecchia

## Nhân vật nổi tiếng =
- Giovanni Francesco Conti.